# 卡鲁什科瓦镇
卡鲁什科瓦镇是葡萄牙波尔图区的一个堂区。总面积3.66平方公里，总人口688人，人口密度188人/平方公里。